# 리차비 왕조

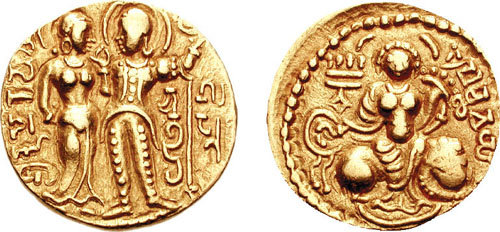
기원 335–375년경 주조된 찬드라굽타 1세와 그의 리차비 왕비 쿠마라데비의 기념 주화.
앞면: 쿠마라데바와 찬드라굽타가 서 있고, 왼쪽에 Śrī Kumāradevā, 오른쪽에 _{}/_{} Cha-ndra/gu-pta가 세로로 새겨져 있다.
뒷면: 사자에 앉아 있는 여신, 𑁊 Li-ccha-va-yah 명각.

리차비 왕조는 약 450년부터 750년까지 네팔 카트만두 계곡에 존재했던 왕조이다. 리차비 왕조는 오늘날의 비하르주 지역을 지배하고 나중에 카트만두 계곡을 정복한 바이샬리의 리차비족 분파에서 유래했다. 군주인 마하라자가 총리와 다른 궁정 관료들의 도움을 받아 왕국을 통치하였지만 실질적으로 지역 사회는 카스트 위원회에 의해 통제되었다.
이 왕조의 통치 시기는 네팔의 황금기라고 불렸다. 가우타마바즈라 바즈라차리야가 작성한 리차비 비문에 사용된 특정 굽타 문자의 진화를 보여주는 표는 온라인에서 확인할 수 있다.

## 기록
리차비족의 한 분파가 바이샬리(비하르주)에서 정치적 운과 군사력을 잃고, 카트만두로 와서 당시 통치하던 나가반시(Nagvanshi) 씨족의 만데바 슈리 보기니 여왕의 가족과 혼인하여 네팔에서 통치를 시작한 것으로 여겨진다. 출처. 그들은 또한 네팔을 지배하기 위해 차이살(Chyasal)의 지역 민병대와 전투를 벌였다.
불교 팔리어 경전에서는 초기 리차비족이 여러 경전, 특히 리차비 경전, 인기 있는 라타나 경 그리고 페타밧투의 네 번째 장에서 언급된다. 대승불교 유마경 또한 평신도 리차비 보살 비말라키르티가 거주했던 곳으로 바이샬리를 언급했다.
기원 4세기, 굽타 제국 황제 사무드라굽타의 통치 기간 동안, "네팔인"은 그에게 복속된 부족들 중 하나로 언급된다:
(사무드라굽타의) 강력한 통치는 사마타타, 다바카(Ḍavāka), 카마루파, 네팔, 카르트리푸라(Kartṛipura)와 같은 국경 통치자들, 그리고 말라바족, 아르주나야나족(Ārjunāyanas), 야우데야족(Yaudēyas), 마드라카족(Mādrakas), 아비라족, 프라르주나족(Prārjunas), 사나카니카족(Sanakānīkas), 카카족(Kākas), 카라파리카족(Kharaparikas) 및 기타 (부족들)에 의해 모든 공물 납부, 명령 이행, 그리고 경의를 표하기 위한 (그의 궁정) 방문으로 우대받았다.— 사무드라굽타(기원 350-375년 재위)의 알라하바드 비문 22-23행.

사무드라굽타는 굽타 제국 황제 찬드라굽타 1세와 리차비 공주 쿠마라데비의 아들이었다. 찬드라굽타 마우리아와 쿠마라데비의 초상화가 새겨진 금화가 마투라, 아요디아, 러크나우, 시타푸르(Sitapur), 탄다(Tanda), 가지푸르(Ghazipur), 그리고 바라나시 (이상 우타르프라데시주), 라자스탄주 바야나(Bayana), 그리고 비하르주 하지푸르(Hajipur)에서 발견되었다. 이 동전의 앞면에는 찬드라굽타와 쿠마라데비의 초상화가 굽타 문자로 새겨진 그들의 이름과 함께 그려져 있다. 뒷면에는 사자에 앉은 여신이 "Li-ccha-va-yah" (𑁊, "리차비")라는 명각과 함께 그려져 있다.
왕국에 대한 가장 오래된 물리적 기록은 464년으로 거슬러 올라가는 마나데바의 비문이다. 이 비문은 세 명의 이전 통치자를 언급하는데, 이는 리차비 왕조가 4세기 후반에 시작되었음을 시사한다.

## 정부
리차비는 군사와 다른 장관들을 책임지는 총리의 도움을 받는 마하라자("위대한 왕")에 의해 통치되었다. 사만타로 알려진 귀족들은 자신들의 토지와 민병대를 관리하면서 동시에 궁정에 영향력을 행사했다. 한때, 약 605년에서 641년 사이에 암슈베르마라는 총리가 왕위를 차지했다.
백성들은 정부를 지원하기 위해 토지세와 징집 노동(vishti)을 제공했다. 대부분의 지방 행정은 마을 수장이나 유력 가문에 의해 수행되었다. 많은 왕들이 통치했지만, 유명한 왕으로는 마나데바, 암슈베르마 등이 있었다.

## 경제
경제는 농업 기반이었고, 주식으로 쌀과 기타 곡물에 의존했다. 마을(grama)은 행정을 위해 드랑가(dranga)로 묶였다. 토지는 왕실과 귀족이 소유했다. 무역도 매우 중요했으며, 많은 무역 정착지가 있었다.

## 지리

### 영역
리차비 시대에는 이미 계곡 전체에 정착지가 가득했다. 추가 정착지는 동쪽으로 바네파(Banepa) 방향, 서쪽으로 티스퉁 데우랄리(Tistung Deurali) 방향, 그리고 북서쪽으로 현재의 고르카 방향으로 확장되었다.

## 통치자
다음 목록은 타못과 알솝의 "리차비 왕들"에서 발췌한 것이며, 특히 날짜에 관해서는 대략적인 것일 뿐이다.

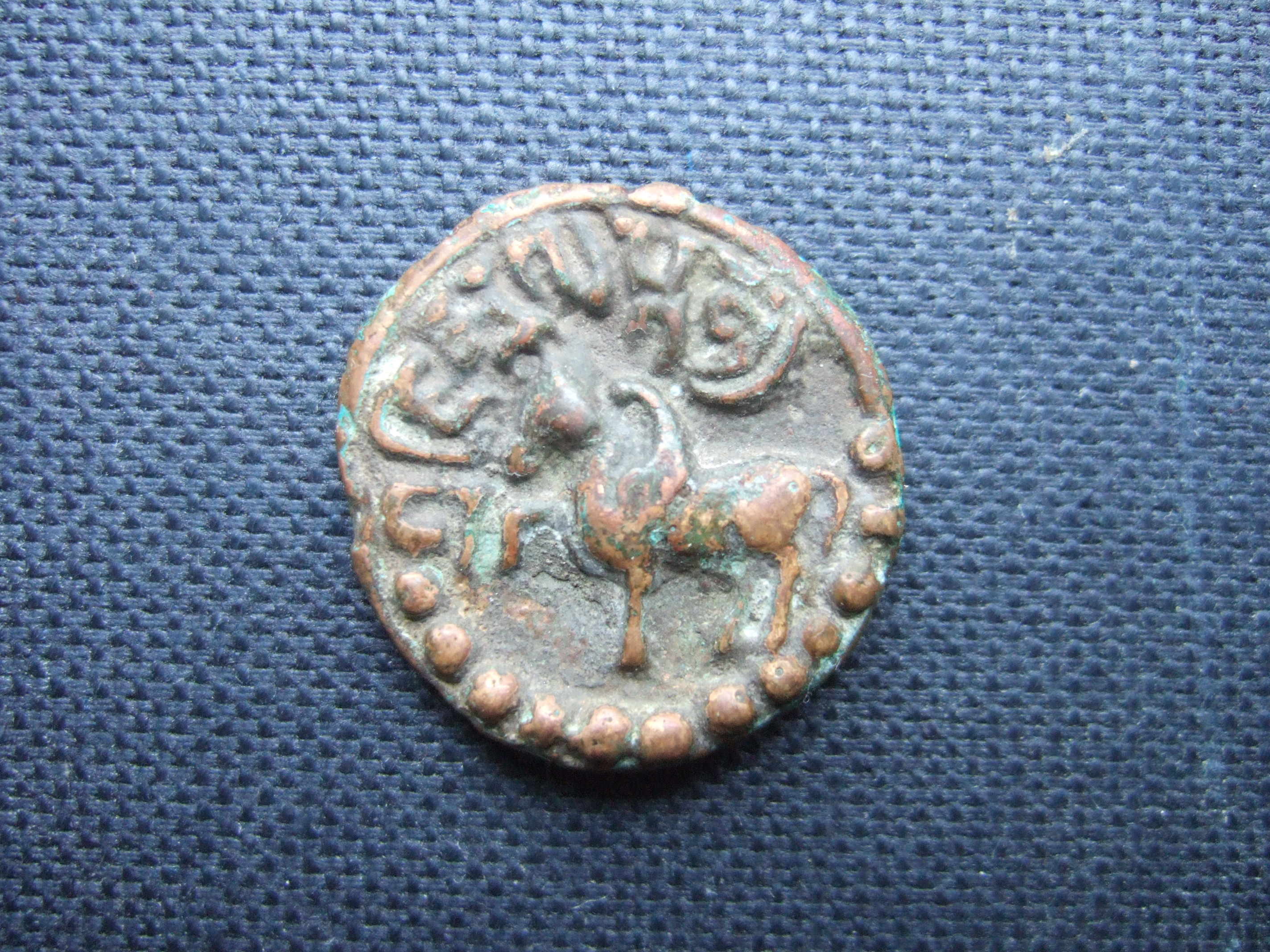
네팔 리차비 왕조의 지슈누 굽타(c. 622–633)의 구리 주화. 앞면. 날개 달린 말 위의 비문은 스리 지슈누 굽타샤(Sri Jishnu Guptasya)이다.

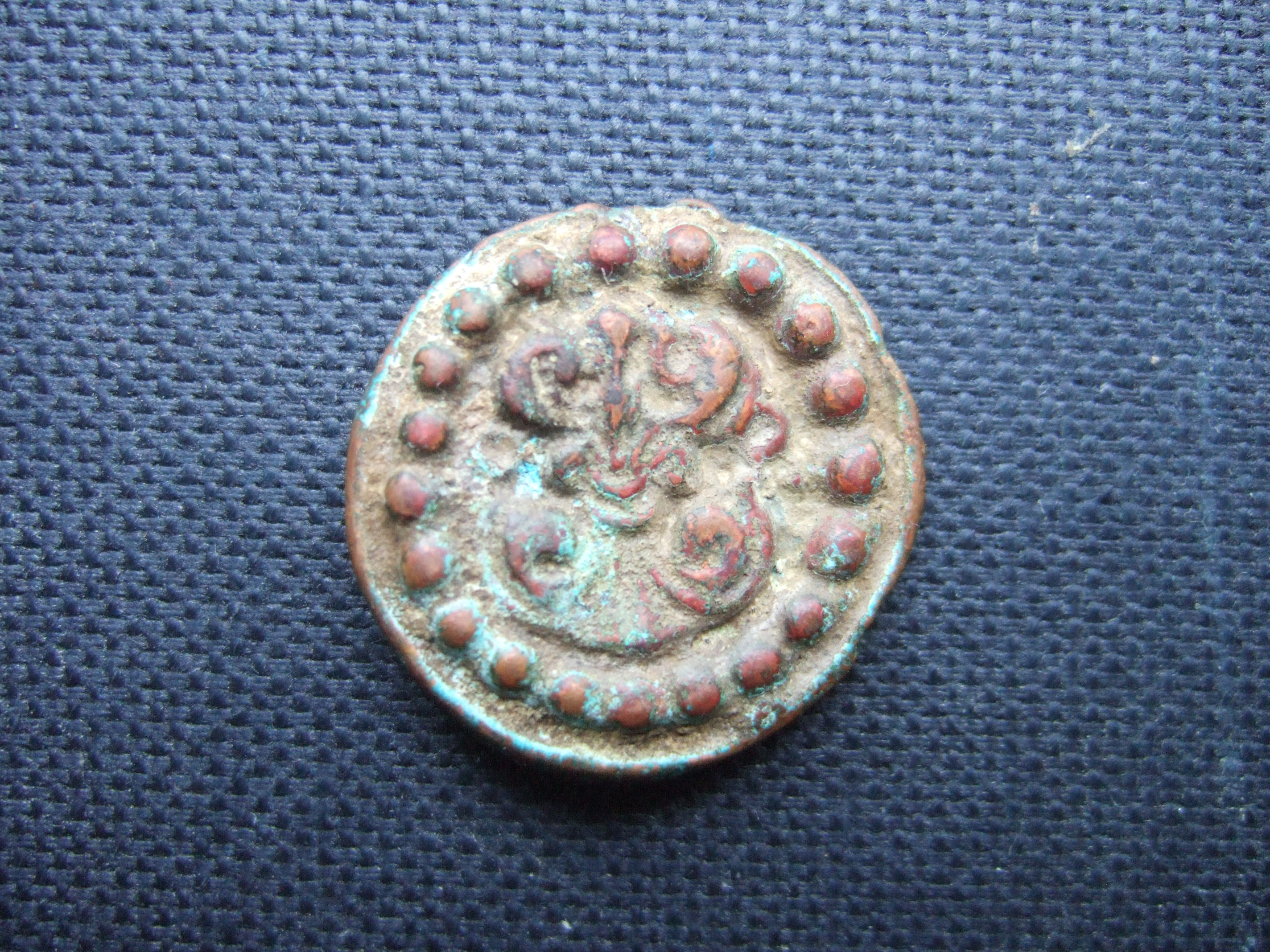
네팔 리차비 왕조의 지슈누 굽타(c. 622–633)의 구리 주화. 뒷면

- 185 자야바르마(Jayavarmā, 자야데바 1세라고도 함)
- 바수라자(Vasurāja, 바수다타 바르마라고도 함)
- c. 400 브르샤데바(Vṛṣadeva, 비슈바데바라고도 함)
- c. 425 샹카라데바 1세
- c. 450 다르마데바
- 464-505 마나데바 1세
- 505-506 마히데바(Mahīdeva, 소수의 출처)
- 506-532 바산타데바
- 마누데바(Manudeva, 추정 연대)
- 538 바마나데바(Vāmanadeva, 바르다마나데바라고도 함)
- 545 라마데바
- 아마라데바
- 구나카마데바(Guṇakāmadeva)
- 560-565 가나데바(Gaṇadeva)
- 567-c. 590 바우마굽타(Bhaumagupta, 부미굽타라고도 함, 아마도 왕은 아님)
- 567-573 강가데바(Gaṅgādeva)
- 575/576 마나데바 2세(소수의 출처)
- 590-604 시바데바 1세
- 605-621 암슈바르마
- 621 우다야데바
- 624-625 드루바데바
- 631-633 비마르주나데바(Bhīmārjunadeva), 지슈누굽타(Jiṣ̣ṇugupta)
- 635 비슈누굽타(Viṣ̣ṇugupta) - 지슈누굽타(Jiṣ̣ṇugupta)
- 640-641 비마르주나데바(Bhīmārjunadeva) / 비슈누굽타(Viṣ̣ṇugupta)
- 643-679 나렌드라데바
- 694-705 시바데바 2세
- 713-733 자야데바 2세
- 748-749 샹카라데바 2세
- 756 마나데바 3세
- 826 발리라자(Balirāja)
- 847 발라데바(Baladeva)
- 875–879 만데바 4세[18]

## 같이 보기
- 네팔의 역사
- 네팔
- 십육대국
- 바이샬리